# Stora Öratjärnen (Svärdsjö socken, Dalarna, 675582-150888)
Stora Öratjärnen är en sjö i Falu kommun i Dalarna och ingår i Gavleåns huvudavrinningsområde.